# Mantenimiento productivo total
El Mantenimiento Productivo Total (del inglés Total Productive Maintenance, TPM) es una filosofía de trabajo empresarial originaria de Japón, más concretamente en Nippon Denso Co Ltd, filial de componentes electrónicos de Toyota, la cual se enfoca en la eliminación de pérdidas asociadas con paros, calidad y accidentes, los cuales influyen negativamente en la eficiencia, afectando los costes en los procesos de producción industrial. Además, el propósito es incluir a todo el personal en la implantación de la metodología, mediante la creación de una cultura de aprendizaje permanente y el desarrollo de hábitos de trabajo confiables. Las siglas TPM fueron registradas por el Instituto Japonés de Mantenimiento de Plantas JIPM, en el año 1971.
La metodología TPM es considerada una metodología de Manufactura esbelta (Lean Manufacturing), que facilita el mejoramiento continuo de personas y empresas.

## Pilares
El TPM se sustenta en ocho pilares.

### Mejoras enfocadas o mejora orientada
Este pilar también es llamado kobetsu kaizen y desarrolla el proceso de mejora continua similar al existente en los procesos de Gestión de la calidad total, llegando a la causa raíz de los problemas, con previa planificación de la meta y el tiempo de logro.
El pilar del TPM de mejoras enfocadas, aporta metodologías para llegar a la raíz de los problemas, permitiendo identificar el factor a mejorar, definirlo como meta y estimar el tiempo para lograrlo, de igual manera, posibilita conservar y transferir el conocimiento adquirido durante la ejecución de acciones de mejora.
Estas actividades están dirigidas a mejorar gran variedad de elementos, como un proceso, un procedimiento, un equipo o componentes específicos de algún equipo; detectando acertadamente la pérdida y ejecutando un plan de acción para su eliminación.

### Mantenimiento autónomo
Está enfocado al operario, ya que es el que más interactúa con el equipo, propone alargar la vida útil de la máquina o línea de producción.
El Mantenimiento Autónomo está enfocado por un conjunto de actividades que se realizan diariamente por todos los trabajadores en los equipos que operan, incluyendo inspección, lubricación, limpieza, intervenciones menores, cambio de herramientas y piezas, estudiando posibles mejoras, analizando y solucionando problemas del equipo y acciones que conduzcan a mantener el equipo en las mejores condiciones de funcionamiento. Estas actividades se deben realizar siguiendo estándares previamente preparados con la colaboración de los propios operarios. Los operarios deben ser entrenados y deben contar con los conocimientos necesarios para dominar el equipo que opera.
El mantenimiento autónomo puede prevenir:
- Contaminación por agentes externos
- Rupturas de ciertas piezas
- Desplazamientos
- Errores en la manipulación

### Mantenimiento planeado
Su principal eje de acción es el entender la situación que se está presentando en el proceso o en la máquina, teniendo en cuenta un equilibrio costo-beneficio.
El mantenimiento planeado, consiste en un conjunto sistemático de actividades programadas, con el propósito de acercar progresivamente la empresa a los objetivos de: cero averías, cero defectos, cero despilfarros, cero accidentes y cero contaminaciones. Este conjunto de labores serán ejecutadas por personal especializado en mantenimiento.
Los principales objetivos del mantenimiento planeado son:
- Reducir el coste de mantenimiento.
- Reducción de la espera de los trabajos.
- Eliminar radicalmente los fallos.

### Control inicial
Responsable de la gestión de los proyectos, consta básicamente en volver eficiente la gestión de estos e implementar en la práctica, la gestión del conocimiento, es decir, lo aprendido en las máquinas y procesos nuevos, gracias al registro y consulta del historial de errores y aciertos.
Desde este pilar se pretende reducir el deterioro de los equipos actuales y mejorar los costos de su mantenimiento, así como incluir los equipos en proceso de adquisición para que su mantenimiento sea el mínimo, teniendo en cuenta el ciclo de vida del activo (Ver ISO 55000)
Se pretende con este pilar, asegurar que los equipos de producción a emplear sean:
- Fiables
- Fáciles de mantener
- Fáciles de operar
- Seguros

Con cuatro etapas cíclicas de implantación, se busca lograr un arranque vertical (arranque rápido, libre de problemas, correcto desde el principio)

### Mantenimiento de la calidad
Enfatizado básicamente a las normas de calidad que se rigen.
Es una estrategia de mantenimiento que tiene como propósito establecer las condiciones del equipo en un punto donde el "cero defectos" es factible. Las acciones del MC buscan verificar y medir las condiciones "cero defectos" regularmente, con el objeto de facilitar la operación de los equipos en la situación donde no se generen defectos de calidad.
El mantenimiento de calidad se basa en:
- Realizar acciones de mantenimiento orientadas al cuidado del equipo para que este no genere defectos de calidad
- Prevenir defectos de calidad certificando que la maquinaria cumple las condiciones para "cero defectos" y que estas se encuentra dentro de los estándares técnicos.
- Observar las variaciones de las características de los equipos para prevenir defectos y tomar acciones adelantándose a las situaciones de anormalidad potencial.
- Realizar estudios de ingeniería del equipo para identificar los elementos del equipo que tienen una alta incidencia en las características de calidad del producto final, realizar el control de estos elementos de la máquina e intervenir estos elementos.

### Entrenamiento
Correcta instrucción de los empleados relacionada con los procesos en los que trabaja cada uno.
El objetivo principal en este pilar es aumentar las capacidades y habilidades de todo el personal, dando instrucciones de las diferentes actividades de la empresa y como se hacen. 
Algunas ventajas que se obtienen son:
- Formar personal competente en sus actividades y en la mejora continua de su área de responsabilidad.
- Estimular el autodesarrollo del personal.
- Desarrollar recursos humanos que puedan satisfacer las necesidades de trabajo futuras.
- Estimular la formación sistemática del personal.

### TPM en oficinas
Es llevar toda la política de mejoramiento y mejoras en la eficiencia a los procesos administrativos, entendidos como "fábricas de procesamiento de información" (papelerías, órdenes, etc.).
Su objetivo es lograr que se corrijan los problemas que restan eficiencia a estos procesos, desde la gerencia y a todos los departamentos administrativos y actividades de soporte, ya que son estos procesos administrativos los que facilitan o entorpecen las actividades en la primera línea, además es importante que se entienda que la metodología TPM no solo va dirigida actividades en la planta de producción.
Estas mejoras buscan un fortalecimiento de estas áreas, al lograr un equilibrio entre las actividades primarias de la cadena de valor y las actividades de soporte. Para ello se fundamenta en cinco actividades nucleares, que a su vez están asociados a los pilares de la metodología:
- Mejora orientada
- Mantenimiento autónomo
- Entrenamiento
- Dotación flexible de personal
- Medición de rendimientos

Estas actividades nucleares son, a diferencia de los pasos de los restantes pilares, no necesariamente secuenciales en su desarrollo.

### Seguridad y medio ambiente
Trata las políticas medioambientales y de seguridad regidas por el gobierno.
La seguridad y el medio ambiente se enfocan en buscar que el ambiente de trabajo sea confortable y seguro, muchas veces ocurre que la contaminación en el ambiente de trabajo es producto del mal funcionamiento del equipo, así como muchos de los accidentes son ocasionados por la mala distribución de los equipos y herramientas en el área de trabajo.
Los principales objetivos son:
- Cero accidentes.
- Cero contaminaciones.

## Técnicas y herramientas básicas
La metodología ofrece varias técnicas y herramientas fundamentales que facilitan la aplicación y difusión de los conocimientos. Algunas son tan conocidas como las 5S, otras son asociadas a como los estándares o documentos procedimentales son importantes para el desarrollo y afianzamiento metodológico en el personal:
- 5S
- Hojas de estándares
- Lecciones de Un Punto
- Técnicas de análisis de causa raíz (ver norma IEC 62740, Root Cause Analysis)
- Matrices de competencias (conocidas también como habilidades o capacidades de las personas)
- Gestión o control visual
- Información MP

## TPM y normas ISO
La metodología TPM y las normas ISO tienen por naturaleza una simbiosis que se puede aprovechar para desarrollar en las empresas tanto los premios TPM como la gestión mediante normas, certificables o no, de ISO.
Algunas de las normas con relación directa con la metodología TPM son:
| Norma         | Enfoque principal                                                             |
| ------------- | ----------------------------------------------------------------------------- |
| 9001          | Calidad de productos o servicios                                              |
| 14001         | Gestión de sistemas ambientales                                               |
| 45001         | Gestión de sistemas de salud y seguridad en el trabajo                        |
| 50001         | Gestión energética                                                            |
| 55001         | Gestión de activos                                                            |
| IEC 6030-1-11 | Mantenimiento basado en confiabilidad (RCM, Reliability Centered Maintenance) |
| 12489         | Modelos y cálculos de confiabilidad                                           |
| 14224         | Recolección e intercambio de datos para confiabilidad de activos              |